# Uberaba Sport Club
El Uberaba Sport Club es un equipo de fútbol de Brasil que juega en el Campeonato Mineiro Módulo III, la tercera división del estado de Minas Gerais, y que llegó a jugar en el Campeonato Brasileño de Serie A, la máxima división del fútbol brasileño.

## Historia
Fue fundado el 15 de julio de 1917 en la ciudad de Uberaba del estado de Minas Gerais por los aficionados al fútbol de la ciudad con el fin de crear a un equipo que fuera considerado como un grande. El 25 de diciembre de ese año juega su primer partido, el cual fue una victoria ante el Araguari Atlético Clube y terminó con victoria por marcador de 3-0.
En 1976 el club juega por primera vez en el Campeonato Brasileño de Serie A, la primera división nacional, donde en la primera ronda termina en último lugar de su zona, por lo que tuvo que jugar una reclasificación en la que terminó en tercer lugar de su zona entre cinco equipos, donde destacó una victoria ante el Portuguesa Santista por marcador de 2-1, finalizando en el lugar 41 entre 60 equipos, la que terminó siendo la primera de cuatro apariciones consecutivas en el Brasileirao.
En 1977 mejora un poco su actuación, donde aunque es eliminado en la primera ronda, solo fue por dos puntos de diferencia sobre el último puesto de clasificación que terminó siendo para el Santos FC, acabando en el lugar 38 entre 62 equipos. Un año después no pudo responder con resultados al ganar solo un partido de los doce que jugó y terminó en el lugar 11 de su zona entre 13 equipos, terminando en el lugar 59 entre 74 equipos.
En 1979 participa por cuarta ocasión consecutiva en el Brasileirao en donde supera la primera ronda por primera vez como segundo lugar de su zona, pero es eliminado en su primera aparición en la segunda fase nacional por solo un punto de diferencia sobre el último lugar de clasificación que fue el Comercial Futebol Clube del estado de Sao Paulo, finalizando en el lugar 17 entre 94 equipos.
En 1980 participa por primera vez en el Campeonato Brasileño de Serie B en donde superó la primera ronda al terminar en tercer lugar de su grupo, pero fue eliminado en la segunda ronda por solo dos puntos de diferencia sobre el clasificado Associaçao Ferroviária de Desportos del estado de Sao Paulo terminando en séptimo lugar entre 64 equipos. Un año después juega en dos categorías de fútbol nacional por primera vez ya que inició en el Campeonato Brasileño de Serie B en donde ganó su zona de clasificación en la primera ronda y en la segunda fase gana su grupo, por lo que gana el ascenso al Campeonato Brasileño de Serie A de ese año al terminar en el lugar 12 entre 48 equipos, mientras que en el Brasileirao fueron eliminados en la segunda ronda al terminar en último lugar de su zona finalizando en el lugar 32 entre 44 equipos.
En 1982 juegan en el Campeonato Brasileño de Serie B, superando la primera ronda al terminar en segundo lugar en su zona solo detrás del Campo Grande Atlético Clube de Río de Janeiro, y también avanzaron a la tercera ronda al terminar en segundo lugar en su zona detrás del SC Sao Paulo del estado de Río Grande del Sur. En la tercera ronda elimina al Desportiva Ferroviária del estado de Espirito Santo con un global de 3-0, en los cuartos de final elimina 7-1 al AO Itabaiana del estado de Sergipe y pierde en las semifinales 0-6 ante el Campo Grande Atlético Clube, finalizando en tercer lugar entre 48 equipos. Un año después vuelve al Campeonato Brasileño de Serie B en donde supera la primera ronda al quedar en segundo lugar en su zona solo detrás del Guarani Futebol Clube del estado de Sao Paulo, en la segunda ronda termina como ganador de su zona y logra el ascenso al campeonato Brasileño de Serie A de ese año, donde es eliminado en la segunda ronda al terminar en tercer lugar de su zona solo superando al Vila Nova Futebol Clube del estado de Goiás, acabando en el lugar 32 entre 44 equipos, la cual es su última aparición en la primera división nacional hasta el momento.
Luego de cuatro años de ausencia de los torneos nacionales participa en el Campeonato Brasileño de Serie B en 1987 en donde fue eliminado en la segunda fase del módulo rojo y terminó en noveno lugar, en la que hasta el momento ha sido su última aparición en la segunda división nacional.
En 1996 participa por primera vez en el Campeonato Brasileño de Serie C en donde fue eliminado en la primera ronda al finalizar en tercer lugar de su zona entre cuatro equipos donde solo superó al Planaltina EC del distrito Federal de Brasil, y en la clasificación general finalizó en el lugar 37 entre 58 equipos. Cinco años después regresa a la tercera división nacional donde terminó eliminado en la primera ronda al finalizar en último lugar de su zona entre siete equipos, todos rivales estatales, finalizando en el lugar 48 entre 56 equipos. En 2003 vuelve a clasificar a la tercera división nacional en donde es eliminado en la primera ronda al finalizar nuevamente en último lugar en su zona entre 3 equipos.
En 2009 se convierte en uno de los equipos fundadores del Campeonato Brasileño de Serie D, superando la primera fase al ganar su zona, en la segunda ronda elimina 4-3 al Brasília FC del distrito Federal de Brasil, en la tercera ronda elimina 2-1 al Araguaia AC del estado de Mato Grosso, pero pierde 2-1 en los cuartos de final contra el Alecrim FC del estado de Río Grande del Norte, finalizando en octavo lugar entre 39 equipos.
Un año después juega el Campeonato Brasileño de Serie D por segunda ocasión y por primera vez clasifica a la Copa de Brasil. En la cuarta división nacional supera la primera ronda al ganar su zona de clasificación, en la segunda ronda elimina al Tupi FC, rival estatal, con marcador de 4-2, en la tercera ronda es eliminado 1-3 por el Madureira Esporte Clube de Río de Janeiro, finalizando en quinto lugar de la temporada entre 40 equipos. En la Copa de Brasil de ese año clasificó como campeón de copa estatal, superando en la primera ronda 3-0 al Londrina EC del estado de Paraná, pero es eliminado en la segunda ronda 0-2 por el Fluminense FC del estado de Río de Janeiro.
En 2010 gana el campeonato de copa estatal y clasifica por segunda ocasión consecutiva a la Copa de Brasil superando en la primera ronda 5-1 al Santa Helena Esporte Clube del estado de Goiás, pero es eliminado en la segunda ronda 0-4 por el SE Palmeiras del estado de Sao Paulo.

## Palmarés
- Copa Minas Gerais: 3

1980, 2009, 2010
- Campeonato Mineiro de Futebol Módulo II: 1

2003
- Campeonato Mineiro de Futebol Segunda Divisão: 2

2015, 2021
- Campeonato Mineiro do Interior: 5

1966, 1973, 1980, 1981, 1982
- Torneio de Acesso ao Campeonato Brasileiro: 1

1986
- Campeonato do Triângulo: 3

1927, 1954, 1955
- Copa do Triângulo: 1

1957
- Torneio Santos Dumont: 1

1974